# Bobruisk
Babruysk, Babrujsk hoặc Bobruisk (tiếng Belarus: Бабру́йск [bäbruɪ̯s̪k], Łacinka: Babrujsk, Nga: Бобруйск, tr. Bobrujsk, IPA:  [bɐbruɪ̯s̪k], tiếng Yiddish: באברויסק Babroysk) là một thành phố thuộc khu vực Mogilev của Đông Belarus trên sông Berezina.Đây là một thành phố lớn ở Belarus. Tính đến năm 2009, dân số của thành phố là 215.092 người.Cái tên Babruysk (cũng như của sông Babruyka) có lẽ bắt nguồn từ tiếng Belarus babyor (бабёр; hải ly), nhiều trong số đó từng sống ở Berezina. Tuy nhiên, hải ly trong khu vực đã gần như bị tuyệt chủng vào cuối thế kỷ 19 do nạn săn bắn và ô nhiễm môi trường.
Babruysk chiếm một diện tích 66 km vuông (25 sq mi), bao gồm hơn 450 đường phố với tổng chiều dài kéo dài hơn 430 km (267 mi).
Babruysk nằm ở giao điểm của các tuyến đường sắt đến Asipovichy, Zhlobin, Kastrychnitski và các tuyến đường đến Minsk, Gomel, Mogilev, Kalinkavichy, Slutsk và Rahachow.Nơi đây có nhà máy gỗ lớn nhất ở Belarus, và cũng được biết đến với các ngành công nghiệp hóa chất, chế tạo máy và gia công kim loại.
Năm 2003, có 34 trường công lập ở Babruysk, với hơn 34.000 học sinh. Ngoài ra còn có ba trường chuyên về âm nhạc, khiêu vũ và nghệ thuật thị giác. Ngoài ra, có một trường y tế và nhiều trường kỹ thuật chuyên nghiệp.

## Khí hậu
Vùng khí hậu này có đặc trưng với sự khác biệt lớn về nhiệt độ theo mùa, với mùa hè từ ấm đến nóng (và thường ẩm ướt) và mùa đông lạnh (đôi khi rất lạnh). Theo hệ thống phân loại khí hậu Köppen, Babruysk có khí hậu lục địa ẩm, được viết tắt là "Dfb" trên bản đồ khí hậu.
| Dữ liệu khí hậu của Babruysk            | Dữ liệu khí hậu của Babruysk | Dữ liệu khí hậu của Babruysk | Dữ liệu khí hậu của Babruysk | Dữ liệu khí hậu của Babruysk | Dữ liệu khí hậu của Babruysk | Dữ liệu khí hậu của Babruysk | Dữ liệu khí hậu của Babruysk | Dữ liệu khí hậu của Babruysk | Dữ liệu khí hậu của Babruysk | Dữ liệu khí hậu của Babruysk | Dữ liệu khí hậu của Babruysk | Dữ liệu khí hậu của Babruysk | Dữ liệu khí hậu của Babruysk |
| Tháng                                   | 1                            | 2                            | 3                            | 4                            | 5                            | 6                            | 7                            | 8                            | 9                            | 10                           | 11                           | 12                           | Năm                          |
| --------------------------------------- | ---------------------------- | ---------------------------- | ---------------------------- | ---------------------------- | ---------------------------- | ---------------------------- | ---------------------------- | ---------------------------- | ---------------------------- | ---------------------------- | ---------------------------- | ---------------------------- | ---------------------------- |
| Cao kỉ lục °C (°F)                      | 9.9 (49.8)                   | 14.9 (58.8)                  | 20.6 (69.1)                  | 28.6 (83.5)                  | 31.7 (89.1)                  | 34.4 (93.9)                  | 35.3 (95.5)                  | 38.0 (100.4)                 | 31.5 (88.7)                  | 26.1 (79.0)                  | 17.5 (63.5)                  | 12.0 (53.6)                  | 38.0 (100.4)                 |
| Trung bình ngày tối đa °C (°F)          | −2.2 (28.0)                  | −1.3 (29.7)                  | 4.3 (39.7)                   | 13.1 (55.6)                  | 19.6 (67.3)                  | 22.2 (72.0)                  | 24.4 (75.9)                  | 23.5 (74.3)                  | 17.5 (63.5)                  | 11.0 (51.8)                  | 3.1 (37.6)                   | −1.2 (29.8)                  | 11.2 (52.2)                  |
| Trung bình ngày °C (°F)                 | −4.7 (23.5)                  | −4.6 (23.7)                  | 0.1 (32.2)                   | 7.3 (45.1)                   | 13.4 (56.1)                  | 16.4 (61.5)                  | 18.4 (65.1)                  | 17.2 (63.0)                  | 11.9 (53.4)                  | 6.5 (43.7)                   | 0.5 (32.9)                   | −3.6 (25.5)                  | 6.6 (43.9)                   |
| Tối thiểu trung bình ngày °C (°F)       | −7.4 (18.7)                  | −7.8 (18.0)                  | −3.8 (25.2)                  | 1.9 (35.4)                   | 7.1 (44.8)                   | 10.6 (51.1)                  | 12.5 (54.5)                  | 11.4 (52.5)                  | 7.0 (44.6)                   | 2.8 (37.0)                   | −2 (28)                      | −6.1 (21.0)                  | 2.2 (36.0)                   |
| Thấp kỉ lục °C (°F)                     | −37.4 (−35.3)                | −36 (−33)                    | −29.3 (−20.7)                | −9.7 (14.5)                  | −4 (25)                      | −1.3 (29.7)                  | 3.3 (37.9)                   | 1.0 (33.8)                   | −4.7 (23.5)                  | −12.5 (9.5)                  | −23.8 (−10.8)                | −30.6 (−23.1)                | −37.4 (−35.3)                |
| Lượng Giáng thủy trung bình mm (inches) | 36 (1.4)                     | 33 (1.3)                     | 38 (1.5)                     | 40 (1.6)                     | 52 (2.0)                     | 86 (3.4)                     | 84 (3.3)                     | 59 (2.3)                     | 55 (2.2)                     | 51 (2.0)                     | 43 (1.7)                     | 42 (1.7)                     | 619 (24.4)                   |
| Số ngày mưa trung bình                  | 7                            | 6                            | 9                            | 12                           | 14                           | 15                           | 15                           | 12                           | 14                           | 13                           | 13                           | 10                           | 140                          |
| Số ngày tuyết rơi trung bình            | 18                           | 17                           | 12                           | 3                            | 0.2                          | 0                            | 0                            | 0                            | 0                            | 2                            | 10                           | 18                           | 80                           |
| Độ ẩm tương đối trung bình (%)          | 86                           | 83                           | 78                           | 69                           | 68                           | 73                           | 74                           | 75                           | 80                           | 83                           | 88                           | 88                           | 79                           |
| Nguồn: Pogoda.ru.net                    |                              |                              |                              |                              |                              |                              |                              |                              |                              |                              |                              |                              |                              |

## Lịch sử
Babruysk là một trong những thành phố lâu đời nhất ở Belarus. Nơi đây được đề cập lần đầu tiên bằng văn bản vào giữa thế kỷ 14. Các cuộc điều tra của các nhà khảo cổ học cho thấy rằng vào thế kỷ thứ 5 và thứ 6 đã tồn tại những khu định cư của người Slav trên sông Biarezina nơi là Babruysk hiện nay; Những phát hiện về công cụ bằng đá và vũ khí cho thấy rằng con người đã sống ở khu vực này từ thời kỳ đồ đá.
Trong thời trị vì của Vladimir I, Hoàng tử của Kiev, thay cho Babruysk ngày nay, có một ngôi làng có cư dân sinh sống bằng nghề đánh cá và bẫy hải ly. Đây là nơi mà cái tên Babruysk bắt nguồn. Trong nhiều thế kỷ, Babruysk là một phần của Khối thịnh vượng chung Ba Lan - Litva và là một đồn biên phòng quan trọng về mặt quân sự. Vào thế kỷ 14, một lâu đài được xây dựng trên một trong những ngọn đồi gần sông Berezina.

Babruysk không chỉ là một căn cứ quân sự lớn mà còn là một trung tâm thương mại nổi bật. Có bằng chứng về một khu chợ có gần một trăm quầy hàng, điều này ngụ ý hoạt động tài chính đáng kể. Trong nửa đầu thế kỷ 17, Babruysk đã trở thành một tiền đồn thương mại lớn nhờ vị trí chiến lược ở giao điểm của các tuyến đường thương mại chính và sông Berezina. Có sự nở rộ của những người thợ giỏi, bao gồm thợ mộc, thợ rèn, thợ kim hoàn và thợ làm bánh. Dân số trong nửa đầu thế kỷ 17 là từ 2.000 đến 5.000 người.

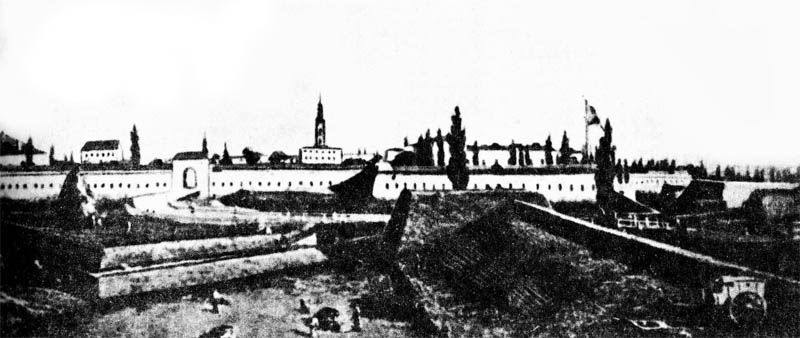
Pháo đài Babruysk năm 1811

Thị trấn được bao quanh bởi các công sự làm từ gỗ và đất, có chiều dài kéo dài hơn 3 km (2 mi). Chúng bao gồm một hàng rào đất bảo vệ, những bức tường gỗ và gần một chục tháp canh hai tầng. Trong các bức tường có các khe hở được thiết kế để đặt súng. Sau khi Phân chia Ba Lan lần thứ hai vào năm 1793, nó nằm trong tay của Đế quốc Nga. Năm 1810, việc xây dựng một pháo đài bắt đầu đánh dấu biên giới giữa Nga với Áo và Phổ; năm 1812 nó gần như được hoàn thành và đã thành công trong việc đẩy lùi cuộc tấn công của Napoléon trong bốn tháng. Sau chiến tranh, tòa nhà được làm mới trên quy mô lớn và hoàn thành vào năm 1820. Đây là một trong những pháo đài phía tây nước Nga. Các pháo đài Babruysk phục vụ mục đích của nó trong nhiều thập kỷ và ngày nay đây là một địa điểm thu hút khách du lịch.
Điều tra dân số năm 1861 cho thấy dân số thành phố là 15.766. Các nhóm dân tộc sống ở Babruysk bao gồm người Belarus, người Ukraine, người Ba Lan và người Do Thái. Cũng như các thành phố khác của Belarus, hầu hết các tòa nhà được xây dựng từ gỗ. Năm 1866 có 1498 ngôi nhà, chỉ có 29 ngôi nhà được làm bằng gạch.
Dân số Do Thái ở Babruysk gia tăng đều đặn sau các cuộc chiến tranh của Napoléon. Đến năm 1897, trong dân số 34.336 công dân, 60% (20.760) là người Do Thái. Hầu hết họ đều làm việc trong các ngành thủ công, công nghiệp và thương mại.

Trong những năm 1890, các công dân của Babruysk chứng kiến cuộc tàn sát sau vụ ám sát hoàng đế Nga Alexander II. Nhiều cuộc tấn công đã bị đẩy lùi bởi lực lượng tự vệ vũ trang của người Do Thái. ]

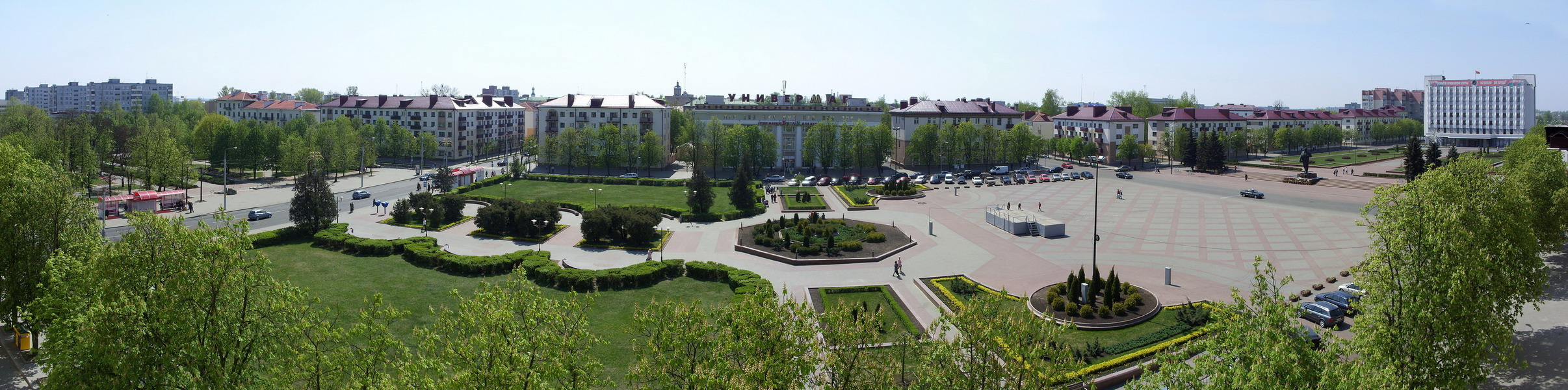
Quảng trường Lenin

Năm 1902, trận đại hỏa hoạn Babruysk khiến 2.500 gia đình mất nhà cửa và phá hủy hơn 250 cơ sở kinh doanh, 15 trường học và chợ. Đã có hơn 7 triệu rúp thiệt hại về tài sản, tuy nhiên thành phố đã nhanh chóng được xây dựng lại, lần này là bằng gạch và đá.

Từ ngày 2 tháng 2 đến ngày 11 tháng 3 năm 1918 diễn ra Trận chiến Bobrujsk, giữa các đơn vị của Quân đoàn I Ba Lan tại Nga, do Tướng Jozef Dowbor-Musnicki chỉ huy, đã chiến đấu với Hồng quân để giành quyền kiểm soát thành phố và khu vực Babruysk. Năm 1918–1920, thị trấn bị quân giải phóng Ba Lan đánh chiếm.

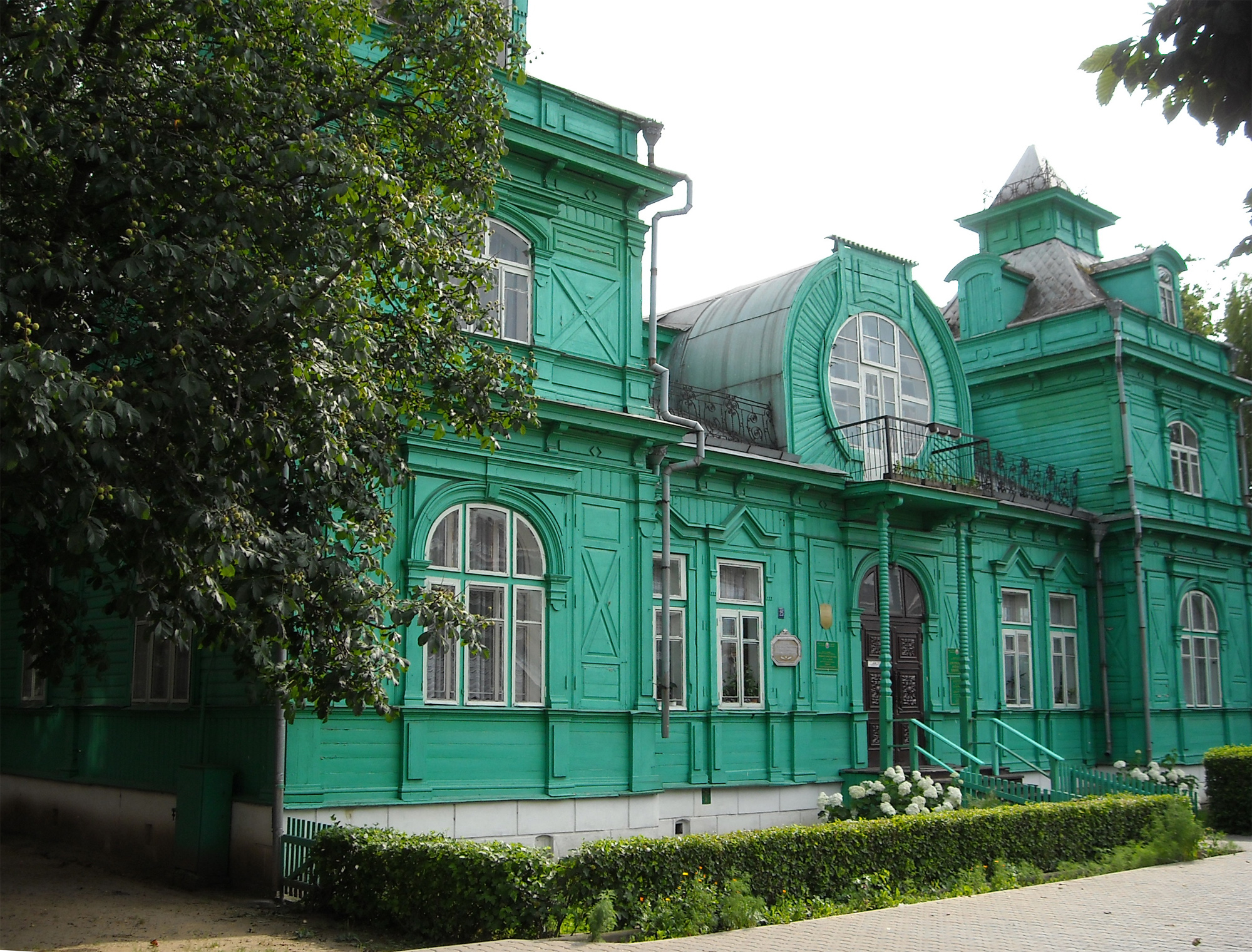
Tòa nhà thư viện cũ của Babruysk.

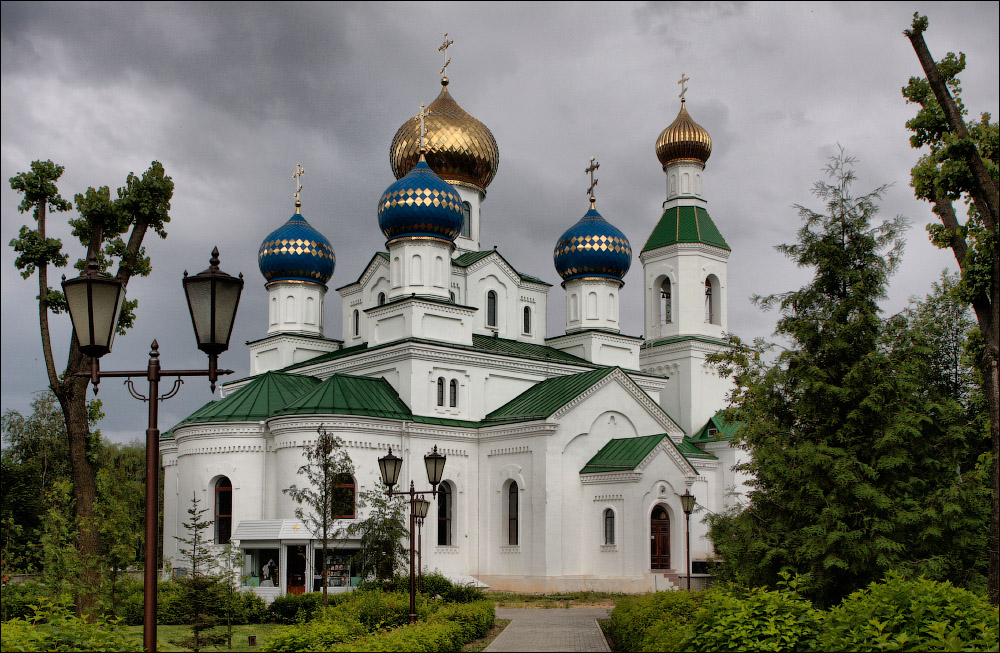
Nhà thờ chính thống Thánh Nicholas ở Babruysk được xây dựng lại gần đây Gần đây (2006–2009)

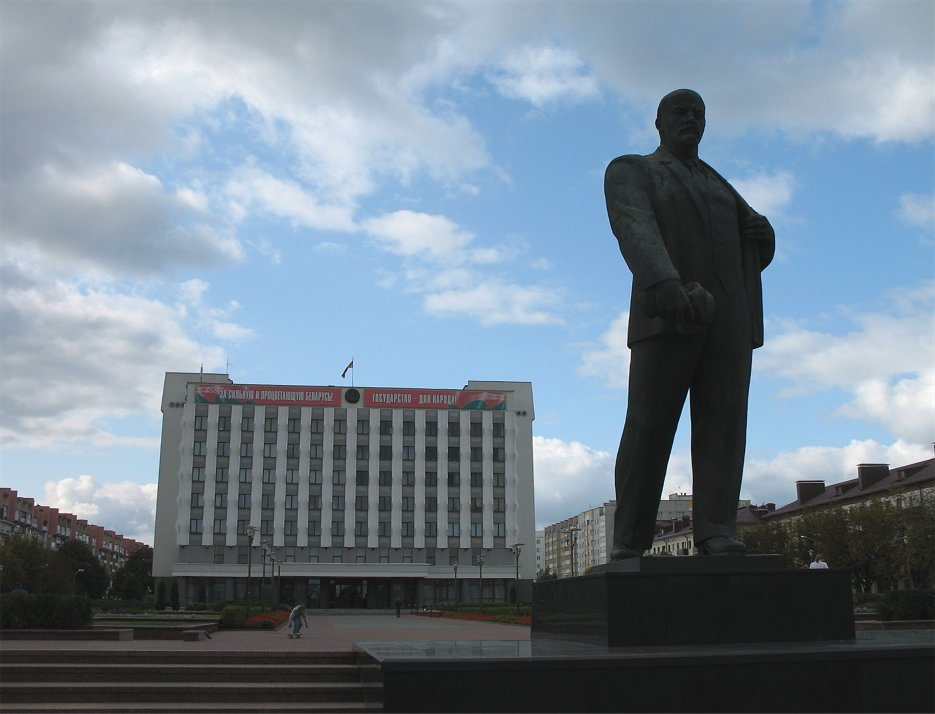
Tòa thị chính Babruysk và tượngLenin.

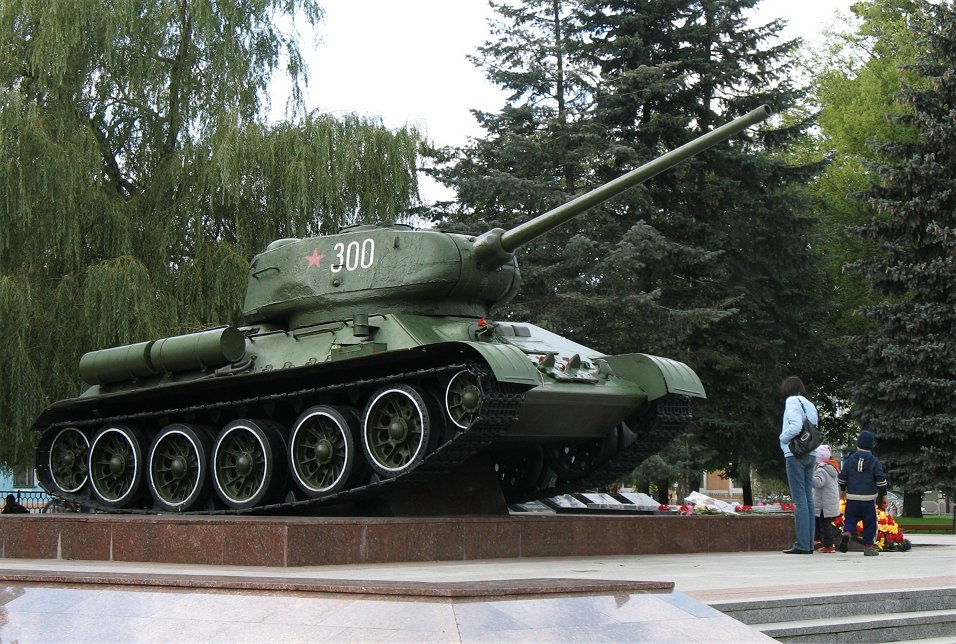
Xe tăng T34 trên bục ở trung tâm thành phố Babruysk.

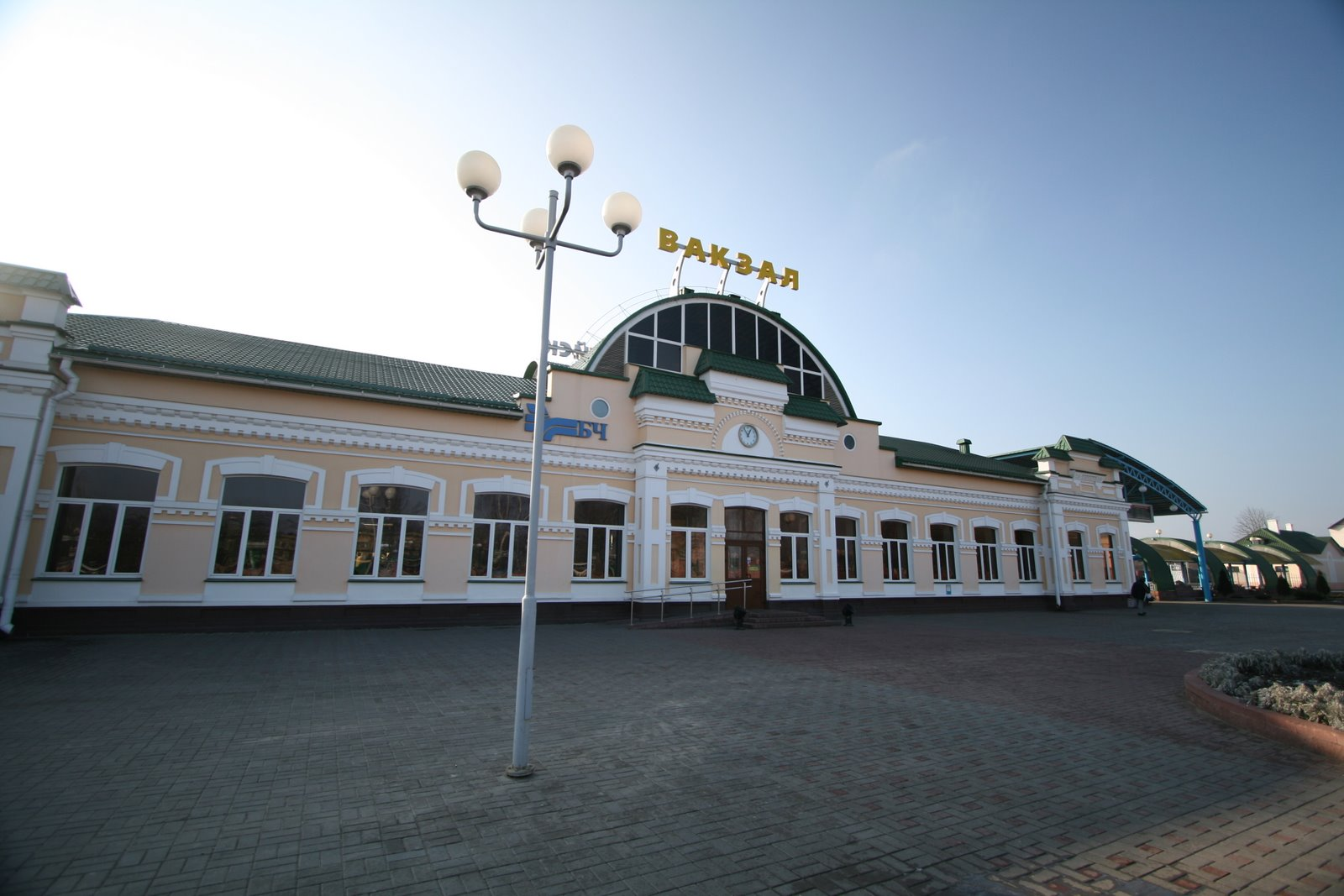
Ga xe lửa Babruysk.

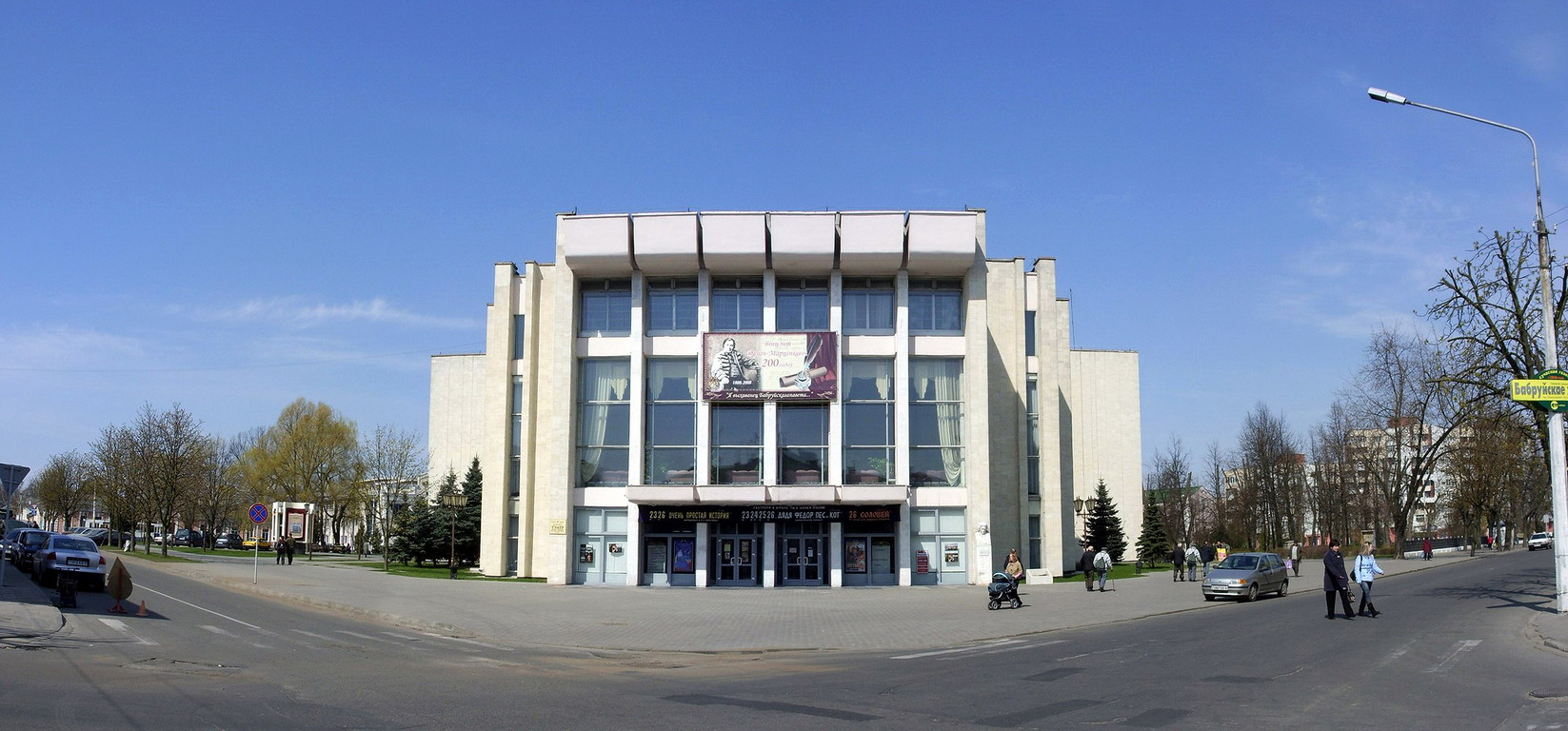
Trung tâm chính kịch và hài kịch Bobruisk

Ngày 28 tháng 6 năm 1941,Cụm tập đoàn quân Trung tâm của phát xít Đức chiếm được Babruysk. Tin rằng quân Đức sẽ không nhắm vào dân thường, nhiều người Do Thái đã ở lại. Hậu quả là 20.000 người Do Thái Babruysk bị bắn và chôn trong những ngôi mộ tập thể. Khu ổ chuột và các trại lao động được thành lập ở phía tây nam của thị trấn. Điều kiện bên trong các trại rất khủng khiếp và liên quan đến việc thiếu thức ăn, thiếu vệ sinh và sự lạm dụng thường xuyên của lính canh Đức Quốc xã. Không lâu sau, Đức quốc xã bắt đầu hành quyết những người Do Thái trong khu ổ chuột theo nhóm khoảng 30. Đến năm 1943, tất cả các trại lao động đã được "thanh lý" và những người Do Thái còn lại bị giết. Một số ít người Do Thái trốn thoát đã gia nhập các lực lượng đảng phái trong khu rừng xung quanh và tấn công các tuyến đường sắt của đối phương. Có một đài tưởng niệm nhỏ dành để tưởng nhớ những người Do Thái Babruysk bị giết trong Holocaust, nằm ở nghĩa trang Nahalat Yitzhak, Giv'atayim, Israel, là một phần của đài tưởng niệm Babi Yar.
Ngày 29 tháng 6 năm 1944, Hồng quân giải phóng Babruysk. Thành phố nằm trong đống đổ nát; trong khi dân số là 84.107 vào năm 1939, đã giảm xuống còn 28.352 sau chiến tranh. Quá trình xây dựng lại khó khăn được tiến hành bởi hàng nghìn công nhân và tù nhân chiến tranh, những người lao động để dọn dẹp các nhà máy và đường phố đổ nát và lấp đầy các miệng núi lửa do trận pháo kích gây ra. Nhà máy chế tạo máy gần như đã bị phá hủy hoàn toàn, nhưng đã được khôi phục lại hoạt động vào cuối năm 1944. Nhiều nhà máy và cơ sở khác cũng được xây dựng lại.
Giữa năm 1944 và 1954, Babruysk từng là trung tâm hành chính của Babruysk Voblast.

Dân số cũng phục hồi nhanh chóng. Năm 1959 là 96.000, năm 1965 - 116.000, năm 1968 - 122.500, năm 1970 - 136.000 và đến năm 1989, 232.000 người đang sống ở Babruysk. Điều này chủ yếu là do quá trình đô thị hóa, nơi mọi người chuyển đến thành phố từ các vùng nông thôn xung quanh.

## Những con người tiêu biểu
- - Gary Vaynerchuk, doanh nhân nối tiếp, Giám đốc điều hành, nhà đầu tư, tác giả, diễn giả trước công chúng,.. và tự xưng là chủ sở hữu của đội bóng đá Mỹ New York Jets.[6]
  - Efraim Sevela, là một nhà văn, nhà biên kịch, đạo diễn, nhà sản xuất người Liên Xô, người sau khi di cư khỏi Liên Xô đã sống ở Israel, Mỹ và Nga.
  - Andrei Arlovski, nhà vô địch võ thuật tổng hợp.
  - Maxim Neafit Bujnicki  [ ru ] (sinh năm 1981), đạo diễn kiêm biên kịch người Ukraine.
  - Celia Dropkin, nhà thơ Yiddish người Mỹ.
  - Arkadi Duchin (sinh năm 1963), ca sĩ, nhạc sĩ và nhà sản xuất âm nhạc người Israel.
  - Berl Katznelson (1887–1944), nhân vật tiêu biểu của Chủ nghĩa Phục quốc Lao động, công cụ thành lập nhà nước Israel hiện đại.
  - Ruslan Kogan Doanh nhân người Úc và triệu phú tự thân.
  - Kadish Luz, Bộ trưởng Bộ Nông nghiệp Israel (1955–1959) và là người phát ngôn của Knesset (1959–1969), quyền Tổng thống trong một tháng vào năm 1963.
  - Grigory Nemtsov (1948–2010), nhà báo và chính trị gia người Latvia.
  - Dovid Raskin (1927–2011), giáo sĩ Do Thái liên quan đến phong trào Chabad-Lubavitch Hasidic.
  - Yelena Piskun, vô địch thế giới hai lần thể dục nghệ thuật
  - Yitzhak Tabenkin (1888–1971), nhà hoạt động và chính trị gia theo chủ nghĩa Zionist, một trong những người sáng lập Phong trào Kibbutz.
  - Avraam Zak (1829-1893), chủ ngân hàng và nhà từ thiện người Nga gốc Do Thái.
  - Echiel Michel ha-Levi Epstein (tháng 1 năm 1829 - 24 tháng 2 năm 1908), thường được gọi là "Aruch haShulchan" (theo tên tác phẩm chính của ông, Aruch HaShulchan), là một Giáo sĩ và người đặt ra quyền lực trong Luật Do Thái ở Litva.
  - Baruch Epstein hay Baruch ha-Levi Epstein (1860–1941) (tiếng Do Thái: ברוך הלוי אפשטיין) là một giáo sĩ Do Thái người Litva, nổi tiếng với bài bình luận Torah Temimah về Kinh Torah. Ông là con trai của Giáo sĩ Yechiel Michel Epstein, giáo sĩ Do Thái của Novarodok và là tác giả của tác phẩm Arukh HaShulkhan.
  - Cả hai người sáng lập ban nhạc Nga Bi-2 đều đến từ Babruysk.
  - David Shimoni (25 tháng 8 năm 1891 - 10 tháng 12 năm 1956) là một nhà thơ, nhà văn và dịch giả người Israel.
  - Yosef Tunkel (1881 - 9 tháng 8 năm 1949) là một nhà văn Do Thái - Belarus - Mỹ về thơ và văn xuôi hài hước ở Yiddish.
  - Abba Ahimeir (tiếng Do Thái: אב"א אחימאיר, tiếng Nga: Аба Шойл Гайсинович; ngày 2 tháng 11 năm 1897 - ngày 6 tháng 6 năm 1962) là một nhà báo, nhà sử học và nhà hoạt động chính trị người Do Thái gốc Nga. Một trong những nhà tư tưởng của Chủ nghĩa Phục quốc Do Thái, ông là người sáng lập phe Cực đoan theo chủ nghĩa xét lại của Phong trào xét lại chủ nghĩa Zionist (ZRM) và của Brit HaBirionim bí mật. [1] [2]
  - Eliyahu Dobkin (tiếng Do Thái: אליהו דובקין, 31 tháng 12 năm 1898 - 26 tháng 10 năm 1976) là một nhân vật hàng đầu của phong trào Chủ nghĩa Phục quốc Lao động, một người ký tuyên bố độc lập của Israel và là người sáng lập Bảo tàng Israel. Ông cũng hoạt động trong Cơ quan Do Thái và Tổ chức Chủ nghĩa Phục quốc Thế giới.
  - Rachel Katznelson-Shazar (tiếng Do Thái: רחל כצנלסון-שזר), còn được gọi là Rachel Shazar, sinh ngày 24 tháng 10 năm 1885, mất ngày 11 tháng 8 năm 1975) là một nhân vật tích cực trong phong trào Do Thái. Chồng bà là Zalman Shazar, Tổng thống thứ ba của Nhà nước Israel.
  - Joshua Louis Goldberg (6 tháng 1, 1896 - 24 tháng 12 năm 1994) là một giáo sĩ Do Thái người Mỹ gốc Belarus, là giáo sĩ Do Thái đầu tiên được bổ nhiệm làm tuyên úy Hải quân Hoa Kỳ trong Thế chiến thứ hai (và chỉ là người thứ ba phục vụ trong Hải quân ở lịch sử của nó), người đầu tiên đạt cấp bậc Đại úy Hải quân (tương đương với Đại tá Lục quân), và là người đầu tiên nghỉ hưu sau một thời gian phục vụ toàn quân. [1] [2]
  - Avraham Katznelson (tiếng Do Thái: אברהם קצנלסון, còn được gọi là Avraham Nissan, sinh năm 1888, mất ngày 18 tháng 5 năm 1956) là một nhân vật chính trị theo chủ nghĩa Zionist ở Ủy ban Palestine và là người ký tuyên bố độc lập của Israel.
  - Alexander Mikhailovich Orlov (tiếng Nga: Александр Михайлович Орлов) (tên khai sinh là Leiba Lazarevich Feldbin; 21 tháng 8 năm 1895 - 25 tháng 3 năm 1973), là một Đại tá trong lực lượng mật vụ Liên Xô và Đặc vụ NKVD ở Cộng hòa Tây Ban Nha.Năm 1938, Orlov từ chối quay trở lại Liên Xô vì nhận ra rằng mình sẽ bị xử tử, và thay vào đó, ông cùng gia đình chạy trốn sang Mỹ.

## Những thành phố kết nghĩa
Babruysk kết nghĩa với:
- Anenii Noi, Moldova
- Batumi, Gruzia
- Comrat, Moldova
- Daugavpils, Latvia
- Grozny, Nga
- Gulbene, Latvia
- Hành Dương, Trung Quốc
- Iglesias, Ý
- Ishim, Nga
- Kobuleti, Gruzia
- Kolpino, Nga
- Kostroma, Nga
- Luga, Nga
- Morogoro, Tanzania
- Murom, Nga
- Quận Naro-Fominsky, Nga
- Novomoskovsk, Nga
- Odense, Đan Mạch
- Oskemen, Kazakhstan
- Petrogradsky (Saint Petersburg), Nga
- Púchov, Slovakia
- Samarkand, Uzbekistan
- Sevlievo, Bulgaria
- Thiệu Hưng, Trung Quốc
- Sokolniki (Moscow), Nga
- Talin, Armenia
- Vladimir, Nga
- Hạt Warsaw Tây, Ba Lan
- Vô Tích, Trung Quốc